# Sztarenki Dóra
Sztarenki Dóra (Budapest, 1991. november 2. –) magyar színésznő, táncművész.

## Életpályája
Édesapja, Sztarenki Pál, színész-rendező. Táncosként végzett a Magyar Táncművészeti Főiskolán. Diplomaszerzése után az ExperiDance-hez szerződött. A főiskolán később elvégezte a táncpedagógus mesterképzést is. Az HBO csatornán futó Terápia című sorozat kedvéért részben felhagyott táncos karrierjével. Több filmben és színházi előadásban is szerepelt. 2018-2023 között a Centrál Színház tagja.
2019-ben szerepelt az RTL-en futó "A Konyhafőnök VIP" című főzőműsorban, amelyet megnyert.

## Fontosabb színházi szerepei
- Florian Zeller: Kulisszák mögött (szereplő) – 2017/2018
- Jonathan Maitland: Tagadj, tagadj, tagadj (szereplő) – 2017/2018
- Eric-Emmanuel Schmitt: Az Ismeretlen (szereplő) – 2017/2018
- Mihail Jurjevics Lermontov: Álarcosbál (Nyina) – 2016/2017
- Pass Andrea: Napraforgó (Janka) – 2015/2016
- Pass Andrea: Újvilág (szereplő) – 2014/2015
- Grecsó Krisztián: Mellettem elférsz (a fiatal Zách Éva, a fiatal Jusztika, a Kurva) – 2014/2015
- Hunyady Sándor – Igor Stravinsky: Katonák (szereplő) – 2013/2014
- Móricz Zsigmond – B. Török Fruzsina: Az asszony beleszól (Ilonka) – 2013/2014
- Fejes Ádám: Femina (szereplő) – 2013/2014

## Film- és tévészerepei
- Terápia (2012) – Zsófi
- Társas játék (2013)
- Hacktion: Újratöltve (2014)
- Félvilág (2015) – Erzsébet "Bözsi"
- Barátok közt (2016) – Dunai Lili
- A martfűi rém (2016) – Ágnes "Ági"
- #Sohavégetnemérős (2016) – Katalin "Kata"
- 1945 (2017) – Kis Rózsa "Kisrózsi"
- Árulók (2017) – Illés Tatjána
- A tanár (2018) – Zsófi
- Ízig-vérig (2019) – Patrícia
- 200 első randi (2019) – Tornyosi Emma
- Mellékhatás (2020–2023) – Panácz Anna
- Gólkirályság (2023–) – Olajos Éva "Vica"

## Díjai
- Magyar Filmdíj (2018) – Legjobb női főszereplő (tévéfilm)
- Televíziós Újságírók Díja – A legjobb női főszereplő (2024)[7]